# ساكورا (تشيبا)
مدينة ساكورا (بالإنجليزية: Sakura)‏ هي إحدى المدن التابعة لولاية تشيبا. تأسست رسميًا في 31/03/1954. ويقدر عدد سكانها بـ 171472 نسمة حسب تقدير مكتب الإحصاء الياباني لعام 2012. تبلغ مساحة ساكورا 103.59 كم2. بكثافة سكانية تبلغ 1655 نسمة/كم2.

## أعلام
- شينوسكي ناكاتاني
- دايسوكي فوكوشيما
- أي ناغانو
- كاتسويا ناغوتو
- هوتا ماسايوشي